# Jeff Flake
Jeffrey Lane Flake, detto Jeff (Snowflake, 31 dicembre 1962), è un politico statunitense, Ambasciatore degli Stati Uniti d'America in Turchia dal 2022 al 2024 nell'amministrazione Biden ed in precedenza senatore per lo stato dell'Arizona dal 2013 al 2019. Ancor prima, Flake è stato membro della Camera dei Rappresentanti per lo stato dell'Arizona dal 2001 al 2013.

## Biografia

### Membro della Camera dei Rappresentanti per l'Arizona (2001-2013)
Nato in una famiglia mormone, Flake intraprese l'attività politica nel 2000, quando si candidò per un seggio alla Camera dei Rappresentanti come esponente del Partito Repubblicano. Flake vinse il seggio grazie alla maggioranza di elettori repubblicani presenti nel suo distretto. Fu poi rieletto altre cinque volte.

### Senatore degli Stati Uniti d'America per l'Arizona (2013-2019)
Nel 2011 dichiarò di non voler cercare un altro mandato alla Camera, candidandosi invece al Senato come successore del repubblicano uscente Jon Kyl. Nelle elezioni di novembre 2012 Flake affrontò l'ex chirurgo generale degli Stati Uniti Richard Carmona, riuscendo a sconfiggerlo e venne eletto senatore.
Flake, come altri membri dell'establishment repubblicano, ha costantemente criticato l'ascesa di Donald Trump alla candidatura GOP come presidente nel 2016. Nel luglio 2017, ha pubblicato un libro apertamente ostile al neo presidente e alle sue politiche, vedendo così rapidamente declinare la sua popolarità. La sua vulnerabilità politica è apparsa evidente alla corrente conservatrice del GOP, pronta a sfidarlo alle primarie del 2018. Pertanto, dopo mesi di polemiche contro il presidente Trump, il 24 ottobre 2017 Flake ha annunciato in un discorso al Senato di Washington la rinuncia a ricandidarsi per un secondo mandato alle elezioni del 2018. Circola tuttavia voce di un suo possibile interesse a candidarsi come candidato repubblicano alla Presidenza degli Stati Uniti in concorrenza a Trump nelle elezioni del 2020.
Nel settembre 2018 Flake ha assunto un ruolo significativo nell'ambito della Commissione giudiziaria del Senato che ha dovuto decidere circa la conferma della nomina di Brett Kavanaugh alla carica di giudice della Corte Suprema: il 28 settembre infatti condiziona il suo voto positivo alla nomina ad una proroga di una settimana della decisione finale per consentire all'FBI di condurre un supplemento di indagine sulle accuse di violenza sessuale del candidato.

### Ambasciatore degli Stati Uniti d'America in Turchia (2022-2024)
Subito dopo l'elezione alla presidenza, Joe Biden aveva intenzione di nominare come ambasciatori diversi colleghi repubblicani moderati come Flake, facendo trapelare un ruolo di ambasciatore in Turchia o in Nuova Zelanda (ruolo poi affidato all'ex senatore democratico per il Nuovo Messico Tom Udall).
il 13 luglio 2021, il Presidente degli Stati Uniti d'America Joe Biden nomina Flake come ambasciatore degli Stati Uniti in Turchia e il 26 ottobre il Senato conferma Flake per la posizione, prestando giuramento il 10 dicembre 2021.
Flake si dimette dalla posizione di ambasciatore degli Stati Uniti in Turchia il 1° settembre 2024. 

## Posizioni politiche
Jeff Flake è un repubblicano tendenzialmente conservatore ed è sostenuto dall'American Conservative Union, ma in diverse occasioni ha preso le distanze dalle posizioni del suo partito. Ad esempio è stato uno dei quindici repubblicani a votare a favore dell'abrogazione del Don't ask, don't tell. Il New York Times ha classificato Flake come il quarto senatore più conservatore nel 2017, mentre l'America Civil Liberties Union, una organizzazione per i diritti civili, ha dato a Flake un punteggio del 53% nel 2014 e del 25% nel 2016. Nonostante le posizioni moderatamente conservatrici, Flake è stato uno dei membri del Partito Repubblicano più critici del Presidente degli Stati Uniti d'America Donald Trump, giudicandolo svilente alla presidenza e con una superficiale conoscenza della Costituzione degli Stati Uniti d'America.
il 24 agosto 2020, appoggia ufficialmente il candidato del Partito Democratico Joe Biden nelle elezioni presidenziali negli Stati Uniti d'America del 2020, mentre per le elezioni presidenziali del 2024, Flake appoggia la candidata del Partito Democratico e Vicepresidente degli Stati Uniti d'America in carica Kamala Harris.

## Pubblicazioni
- Conscience of a Conservative: A Rejection of Destructive Politics and a Return to Principle. Random House, 1. agosto 2017, ISBN 978-0399592911[2]
- Jurassic Pork: Old Earmarks Have Survived. 2015. ISBN 978-1540739100, OCLC 980361667